# 恒通客车
重庆恒通客车有限公司（原重庆市客车总厂）成立于1939年，中国的客车制造企业之一。

## 产品

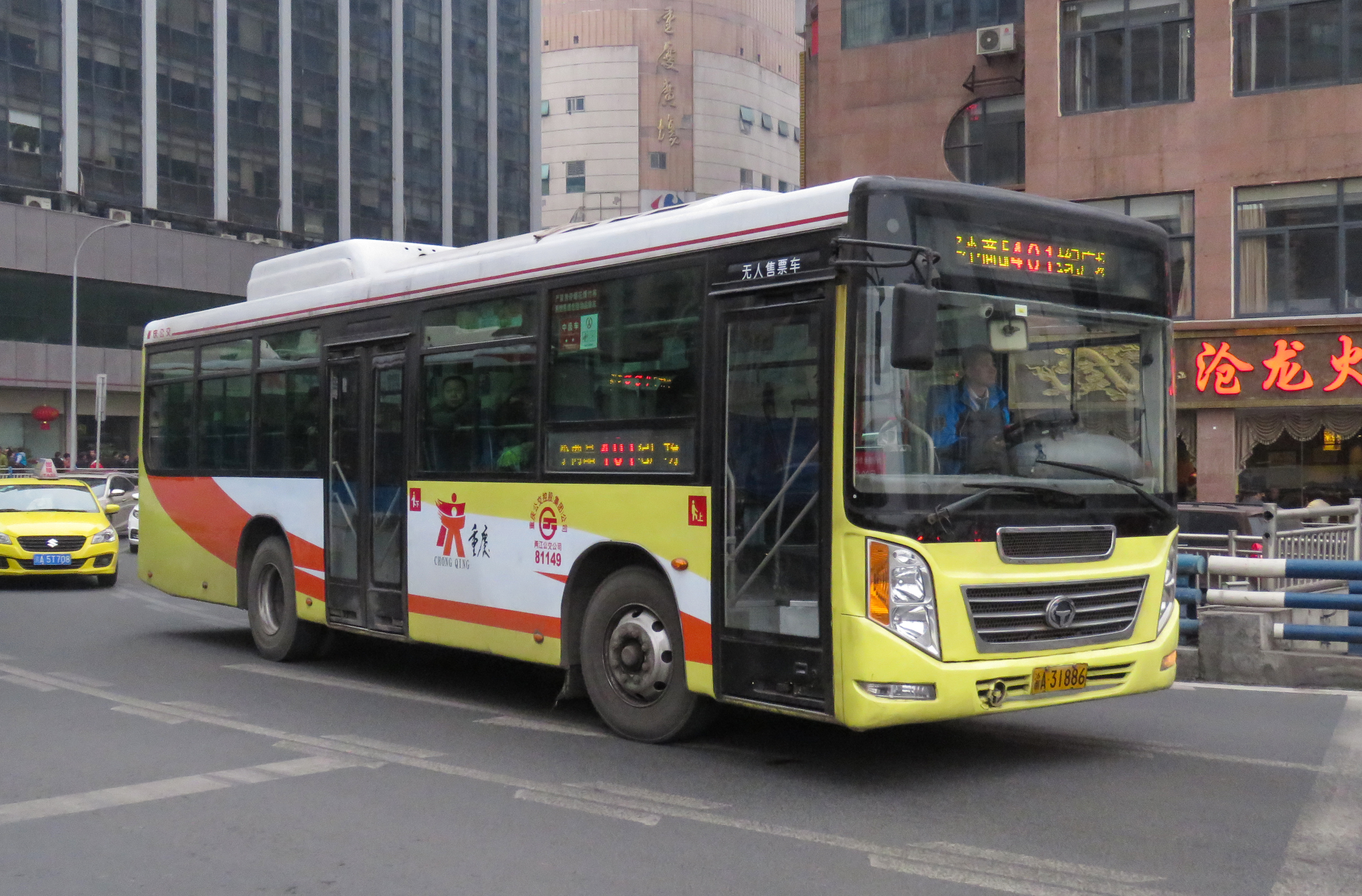
重庆市当地运营的恒通CKZ6106N3型
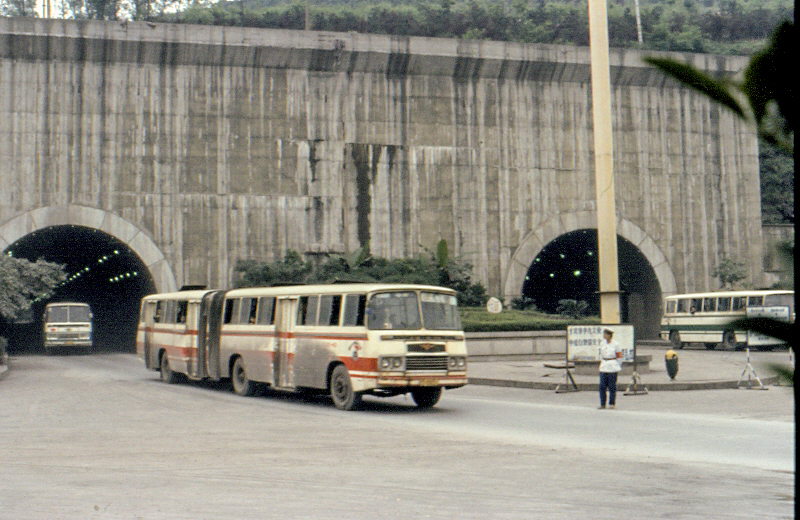
重庆客车厂时期生产的CQ670型黄河底盘铰接客车
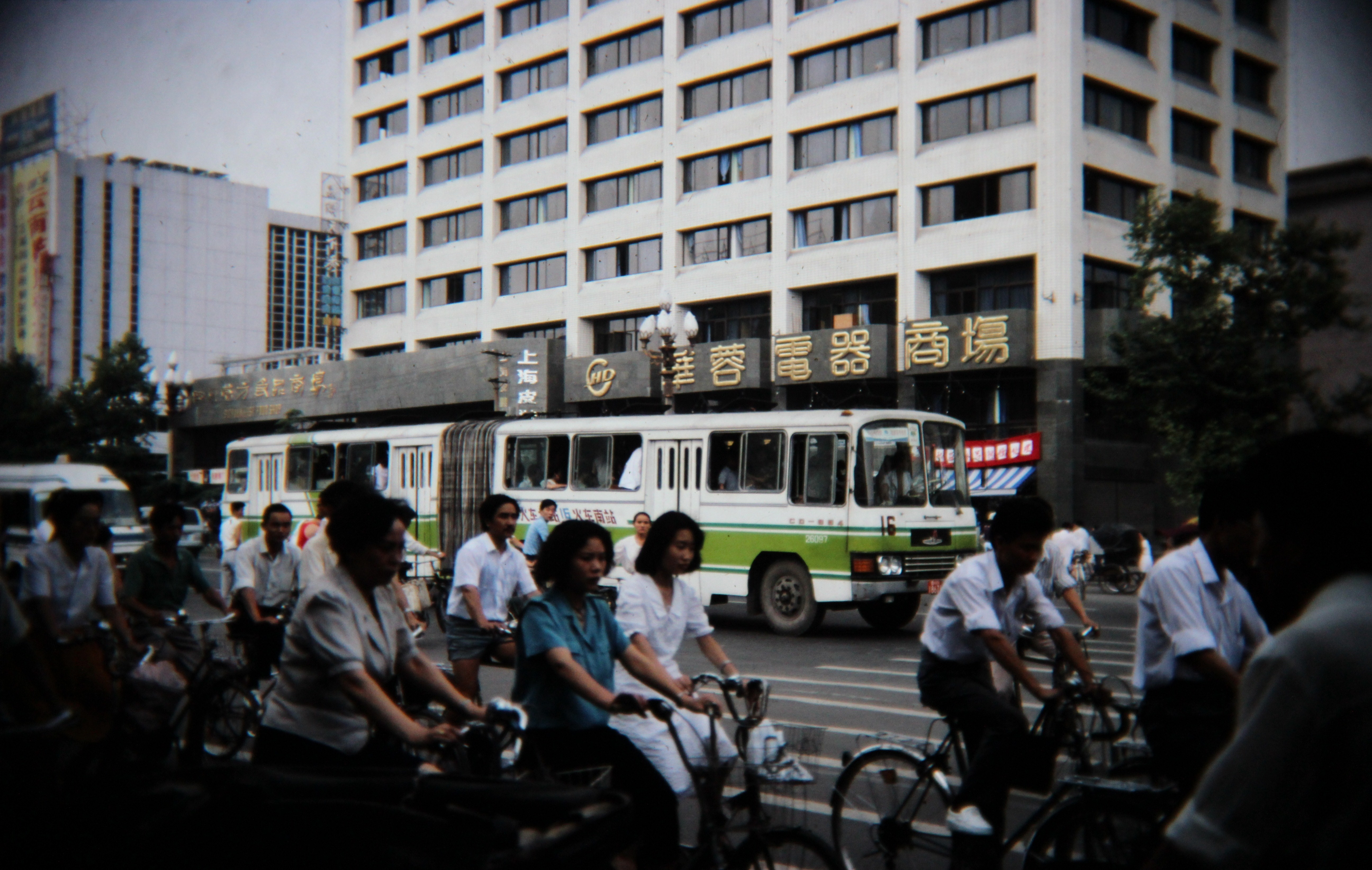
重庆客车厂时期生产的CQ664型铰接客车

## 外部連結
- 重庆恒通客车有限公司官方網頁